# Бабар (мультсериал, 1989)
«Бабар» (англ. Babar) — канадский мультсериал 1989 года по произведениям Жана де Брюноффа. Также известен под названием «Слонёнок Бабар».

## Сюжет
Король слонов Бабар рассказывает своим детям свою историю жизни. В детстве юный слонёнок Бабар, его подруга Селеста и кузен Артур пережили множество увлекательных приключений.

## Персонажи-ученики
- Баду (озвучен Далласом Йокичем, Дрю Эдкинсом и Уильямом Хили) — слон, принц Селестевилля, живущий там со своими бабушкой и дедушкой. Баду (для своих друзей «Бу») переполнен жаждой приключений. Он унаследовал отважный дух своего деда, погружаясь в любую ситуацию с безграничной уверенностью в том, что справится со всем, что может выпасть на его долю. Он боготворит своего дедушку и чувствует необходимость доказать, что достоин своего легендарного статуса[5].
- Чику (озвучивает Саманта Вайнштейн) — обезьяна, похожая на своего отца Зефира. Чику на суахили означает «канарейка». Чику очень любознательна и легко отвлекается. Быстро говорящая болтушка, которая может задать дюжину вопросов одновременно, убеждена, что под каждым камнем, на конце каждой проволоки и в основе каждого урока есть что-то замечательное. Она довольно изобретательна, часто мастерит игрушки или инструменты для использования другими. Она — опытная танцовщица благодаря своим природным акробатическим навыкам и чувству равновесия.
- Манро (озвучивает Тайлер Стивенсон) — отважный хохлатый дикобраз, к которому много раз прикасались, но из-за его шипастого тела он всегда был хорошо защищён. Манро считает себя личным чемпионом Баду: Ланселотом с шипами. Несмотря на то, что он довольно пухлый, он очень спортивный. Он мечтает однажды стать членом королевской гвардии, поскольку в настоящее время он слишком мал, чтобы вступить в неё, и в «Разыгрывающем» Манро становится членом младших королевских кадетов, новой учебной программы, созданной королём Бабаром как молодёжный тренировочный лагерь для подготовки таких детей, как Манро, которые стремятся стать частью королевской гвардии. Он также практикует боевое искусство Квилл-фу, хотя в Fu Finder выясняется, что большинство его приёмов Квилл-фу были почерпнуты из комиксов, в которых, по предложению Бабара, Манро разыскивает легендарного мастера Квилл-фу Джаббси, который становится наставником Манро по боевым искусствам.
- Завади (озвучивает Изабель Декартерет) — зебра, которая, как и остальные представители её вида, видит мир в чёрно-белом, правильном и неправильном. Откровенная, а иногда и властная, Завади хочет сделать больше, чем просто слиться со стадом, и полна решимости создать свою собственную полосу в мире. Завади на суахили означает дар. Как и король Бабар, показано, что она любит цветы и садоводство.
- Джейк (озвучен Ноем Леманом и Гейджем Манро) — неряшливый 5-летний лисёнок. Джейк осиротел, будучи диким котёнком, и попал в Селестевиль, где подружился с Баду. Корнелиус является его законным опекуном[6].

## Второстепенные персонажи
- Мисс Стрич (озвучивает Кэтрин Дишер) — страус. Она служит учительницей, дворцовым гидом для туристов, а также организует большинство мероприятий Селестевиля. Она очень взбалмошная и возбудимая, а веселье Баду и его друзей обычно делает её ещё более взбалмошной. Иногда Баду и дети заканчивают тем, что учат её новым вещам, таким как теннис и выпечка[7].
- Крокодилус (озвучен Беном Кэмпбеллом) — аллигатор, который является послом королевства аллигаторов и крокодилов. Непревзойденный интриган, его коварные стратегии варьируются от попыток захватить Селестевиль до победы в соревнованиях. Когда что-то идёт не так, он стонет: «Грязь и трясина!»
- Дилаш (озвучивает Лайон Смит) — молодой крокодил, племянник Крокодилуса. Он вместе со своим двоюродным братом создаёт проблемы и пытается помешать приключениям Баду и его друзей. Живёт в Селестевилле вместе с Тершем, чтобы его дядя Крокодил казался более респектабельным. В отличие от Терша, он злой и немного задиристый по отношению к Баду и его друзьям. В результате он с большей готовностью соглашается с планами своего дяди Крокодилуса. И он, и его дядя без проблем пользуются доверчивостью Терша.
- Терш (озвучивает Серджи Ди Зио) — младший аллигатор, двоюродный брат Дилаш и племянник Крокодилуса. Обычно его видят невольно помогающим своим родственникам в одном из их замыслов. Он может быть злым, но обычно поддерживает своего старшего двоюродного брата или дядю, а не проявляет откровенную злобу. Он намного добрее и дружелюбнее, чем они, и другие дети в конце концов подружились с ним, особенно принц Баду. Он, как правило, немного менее умён, чем остальные, и несколько легковерен, и его дядя и двоюродный брат часто пользуются этим. Однако, несмотря на это, Терш глубоко заботится как о Дилаш, так и о Крокодилусе, поскольку однажды он попросил своих друзей Баду и Манро помочь ему уберечь своего дядю от неприятностей. В другом эпизоде он забрал у Завади «Полосатую книгу зебры» для Дилаш, которая продолжала говорить ему, как сильно она ему понравилась, в результате чего Завади ошибочно заподозрил, что Дилаш украл её, не подозревая, что Дилаш невиновен и что Терш забрал книгу, чтобы сделать Дилаш счастливой. Когда правда раскрывается, Терш извиняется за то, что взяла её без спроса, хотя по иронии судьбы сама Завади позаимствовала книгу, не спросив своих родителей, в результате чего и она, и Терш получили ценный урок о том, как брать вещи без разрешения.
- Босс Слогов — матриарх королевства аллигаторов и Крокодилов, который правит болотами. Как и Терш, она дружелюбна и справедливая правительница, в отличие от Крокодилуса. Её защищает группа элитных телохранителей, известных как Скандалисты.
- Галоп — мудрая старая черепаха, которая живёт недалеко от Селестевиля.
- Дэнди Энди (озвучивает Скотт Маккорд) — дикий лев, король близлежащей саванны. Энди называет животных, живущих в Селестевилле, «ручными горожанами». Однако, в отличие от остальных своих диких собратьев, Энди хладнокровен и дружелюбен. Он довольно известен среди животных саванны. Как и большинство его диких собратьев, он ходит на четвереньках. Он хороший друг Баду и банды и часто предупреждает их, если видит Слика поблизости. Из-за жизни в дикой природе он редко посещает Селестевиль, а во время его редких визитов в Королевский дворец ему часто бывает трудно стоять на ногах из-за непривычки ходить по выложенным плиткой полам дворца, в результате чего Энди начинает скользить.
- Ханна, Рэмси и Скайлар (обоих озвучивает Джули Лемье) — трио диких львиц, которые живут в саванне и являются подругами Дэнди Энди. Будучи обычно дикими, они, тем не менее, приютили Джейка и вырастили его как котенка, хотя муссон вымыл его из их логова, и с тех пор они искали его. В «Дне Джейка» они воссоединяются с Джейком во время его, Баду и Чику миссии выяснить день, когда Джейк приехал в Селестевилл и чуть не напал на Баду и Чику, но становятся дружелюбными, когда узнают, что они друзья Джейка, и удивляются, услышав, что Джейк теперь живёт во дворце с принцем Баду. Позже они посещают вечеринку по случаю дня рождения Джейка в Королевском дворце, хотя, как и Дэнди Энди, они не привыкли к выложенным плиткой полам дворца, и в результате им трудно стоять на ногах, вплоть до скольжения. Предоставленная ими информация о прошлом Джейка может оказаться ценной для Корнелиуса в его стремлении выяснить происхождение Джейка. Они называют Баду, его семью и друзей «ручными горожанами».
- Деб Маус — добросердечная мышка, впервые появившаяся в эпизоде «Шпионская ловушка», которая живёт во дворце со своими детьми.
- Лулу — маленькая кузина Баду, которая такая же возбудимая и весёлая, как и он. Она боготворит своего старшего кузена и хочет проводить с ним большую часть своих визитов, к большому его огорчению. Визуально Лулу похожа на Изабель, младшую дочь Бабар, когда та была маленькой девочкой, что наводит на мысль о том, что она её дочь.
- Руди (озвучивает Саманта Рейнольдс) — носорог, принц Райноленда, внук лорда и леди Ратаксес и сын Виктора. Он соперничает с Баду, как его дед с Бабаром.
- Капитан Дарлинг — моряк-аллигатор. Приветливый и располагающий к себе, он часто встречается в доках Селестевиля.
- Почта марабу — это доставка аиста марабу в Селестевиле.
- Мистер Ловкий бегемотик — бегемот из Селестевилля.
- Хут (озвучивает Таджа Исен) — дружелюбная дикая пятнистая гиена, живущая в саванне и друг Дэнди Энди. Она — единственное животное в округе, которое разделяет вкус Джейка в еде (сэндвичи с шиповником и заправкой из жабьей слюны) и является безудержным шутником. Однако она хорошо относится к этому, обычно находя шутки, разыгрываемые над ней, такими же забавными, как и те, которые она разыгрывает над другими. Впервые она появляется в «Схватке в Саванне», преследуя Баду и Джейка, которые направлялись на помощь своему другу Дэнди Энди, чья лапа застряла под камнем. Опасаясь, что она может причинить вред Энди, поскольку он был не в состоянии защитить себя, Баду и Джейк пытаются выманить её, но оказываются в ловушке в пещере, хотя их спасает Хут, только чтобы узнать, что она дружелюбна и фанатка Энди до такой степени, что считает его крутым. Она помогает Баду и Джейку освободиться и с удивлением узнаёт, что познакомилась не только со знаменитым Денди Энди, но и с Бабаром, королём слонов.
- Профессор Розикьюхак (озвучивает Эллен-Рэй Хеннесси) — учёная-жирафа, которая невероятно умна, но из-за своего размера также бывает очень неуклюжей, поскольку она всегда бьётся головой практически обо что угодно. Она использует свой дирижабль в качестве передвижной лаборатории под названием Blimp-Lab. В «Разыгрывающем» показано, что её дирижабль-лаборатория оснащена вакуумным носом, способным всасывать все виды предметов, хотя следует соблюдать осторожность, поскольку всасывание слишком большого количества или что-то тяжёлое, например, валун, может придавить дирижабль-лабораторию и, как следствие, помешать ей летать.
- Джаббси — легендарный мастер боевых искусств из хохлатого дикобраза, который искал Игольчатый Ноггин, легендарный шлем с шипами в виде дикобраза. В прошлом он обучал Бабара боевым искусствам. В «Искателе Фу» Манро и Баду разыскивают его, чтобы он мог научить Манро. При этом за ними в конечном итоге следует Просперо, который хочет забрать карту, которую они несут, хотя Джаббси помогает им победить пирата буша. Джаббси очень проницателен, поскольку он легко узнал принца Баду и Манро, услышав рассказы об их подвигах. Он становится учителем Манро по Квилл-фу. В «Игольчатой башке» раскрывается, что Джаббси нашел пещеру, где находилась Игольчатая Башка, но понял, что не он должен был претендовать на неё, и решил дождаться того, кто был. Когда Манро и Баду в конце концов нашли Игольчатую Башку, было решено, что Джаббси сохранит её до тех пор, пока Манро не станет мастером фу-Квилла.
- Херопотамус (озвучивает Дуэйн Хилл) — бегемот и археолог. Он называет Баду «щенок».
- Королева Клео — королева слонов древнего затерянного племени слонов, живших давным-давно, в далёком прошлом. В каньоне Песни Ветра можно найти множество артефактов того времени, когда она правила. Геропотамус, Бабар и Баду обнаружили артефакты, относящиеся ко временам королевы Клео, большинство из которых выставлены во дворце. Говорят, что члены племени Клео любят бананы, поскольку гнилые бананы часто можно найти в руинах и важных местах, относящихся ко временам Клео. В эпизоде «Не нажимай на кнопку» Бабар и Баду помогают Геропотаму спасти статую королевы Клео от разрушения после того, как Баду случайно запускает древнюю ловушку. В «Айле» раскрывается, что потомки королевы Клео и её племени поселились в «Скрытой долине», попасть в которую можно было только с помощью рожка, известного как «Проходящая Труба». Выясняется, что некоторые аспекты культуры её племени разделяют как семья Бабар, так и племя Зеленых Слонов, например, «Походная песня Бабар», известная среди племени «Зелёных Слонов» как старая песня времён Клео, которую семья Бабар приняла в какой-то момент, не подозревая о своей связи с королевой Клео. Поскольку трое её известных потомков — «Зелёные слоны», можно предположить, что сама королева Клео тоже была зелёной.
- Айла (озвучивает Ниссе Исен) — принцесса племени «Зелёных Слонов», дочь короля Гранка и сестра Кандин, а также потомок королевы Клео. Она живёт в «Скрытой долине» со своим отцом, братом и остальными членами своего племени, довольно спортивная и предприимчивая, как и Баду.
- Король Гранк — король племени «Зелёных Слонов» и отец Эйлы и Кандин, также является потомком королевы Клео. Он правит племенем «Зелёных слонов» в «Скрытой долине». Поначалу он не доверяет Бабару, Баду и Манро из-за того, что они чужаки. Однако, после того, как Бабар, Баду и Манро помогают Эйле спасти её отца от нескольких тигровых змей, он становится их другом. Позже он объясняет, что во времена королевы Клео Долина была местом, где можно было спрятаться в трудные времена, хотя со временем некоторые члены племени Клео поселились в долине, чтобы растить свои семьи. После того, как Гранк посетовал, что его народ ещё не готов исследовать внешний мир, Бабар обещает держать «Скрытую долину» племени в секрете, пока они не будут готовы.
- Кандин — принц племени «Зелёных слонов», брат Эйлы и сын короля Гранка. Он также является потомком королевы Клео.
- Мистер шеф-повар Бегемот — это бегемот, готовящий всё, что угодно, на основе продуктов питания.
- Кэнди Кук — это гиппопотам, шеф-повар, который работает в кондитерской.
- Эйвери О’Дэйр — кондор и пилот, который управляет самолётом под названием «винг-а-дингер»[8].

## Злодеи
- Слик — дикий чёрный леопард, который всегда пытается поймать и сожрать цивилизованных животных, живущих в Селестевилле, которых она называет «ручными жителями городка»[1].
- Тигровые змеи — это дикие змеи, обитающие в джунглях Скрытой долины, их называют тигровыми змеями из-за их полос. В «Айле» две тигровые змеи нападают на короля Гранка и Кандина. Баду, Бабар, Манро и Эйла спасают их, используя старый трюк племени зелёных слонов, когда они заманивают двух змей в ловушку в поломанном бревне.
- Кайлус — бродячий дикий лев в саванне и соперник Дэнди Энди и львиц. Он называет Баду, его семью и друзей «ручными горожанами».
- Сквиз — крупный дикий центрально-африканский скальный питон, обитающий в джунглях.
- Жабы Мудрости — это самые маленькие жабы, которые знают от Дилаш и Терш, а также жабы Мудрости — злодеи.
- Паучья королева — мудрый гигантский паук, живущий в пещере.
- Просперо (озвучивает Дэн Чемерой) — капский буффало и лесной пират. Официально запрещённый в королевстве, он всё ещё тайком занимается контрабандой, особенно если она приносит ему прибыль. У него есть привычка разговаривать со своей тростью в форме змеи, которую он называет Слай. Он называет Баду «бойу».
- Капитан Блэктранк — злобный пират-слон, который является самым злобным злодеем из всех. У него есть команда других пиратов.
- Ловкач Джек — подлый крокодил-пират, который работает бок о бок со своим лучшим другом, Обезьяной Мейт.
- Приятель обезьяны (озвучивает Ричард Бинсли) — подлый пират-обезьяна, работающий под началом Снаггла-Ая.
- Трент Двуногий — подлый пират-бегемот, работающий под началом Блэктранка.
- Носорог Ровер — подлый пират-носорог, работающий под командованием Блэктранка и Зорка-Зебрати.
- Зебрати Зорк — подлый пират-зебра, работающий под командованием Блэктранка и Ровера-Носорога.
- Мистер Флуди (озвучивает Ричард Бинсли) — бегемот и разносчик, который продает предметы в Селестевилле. Когда он становится плохим, он становится плохим парнем.
- Йоу и Шани — две злобные пятнистые гиены. Они появились в фильме «Серфинг в Саванне»[9].

## Оригинальные персонажи
- Король Бабар (озвучивает Гордон Пинсент) — король Селестевилля и дедушка Баду. Его внук называет его «Папи». Когда он был маленьким слонёнком, охотник убил его мать, когда она пыталась увести Бабара в безопасное место.
- Королева Селеста (озвучивает Дон Гринхалг) — жена и невеста Бабара. Она тёзка Селестевиля и бабушка Баду. Её внук называет её «Нана»[10].
- Корнелиус (озвучивает Кристофер Уиггинс) — главный советник Бабара и премьер-министр Селестевилля. Бывший армейский медик, он иногда делится своими знаниями в области неотложной медицинской помощи в критических ситуациях, например, когда лапа Дэнди Энди оказалась зажатой под большим камнем в «Схватке в Саванне». Он также является законным опекуном осиротевшего кита, Джейка, и проводит своё свободное время, пытаясь узнать больше о происхождении Джейка в надежде найти настоящих родителей или родственников Джейка.
- Пом (озвучивает Дэн Летт) — старший сын Бабара. Став взрослым, он стал отцом Баду. Он также является городским архитектором и сотрудником по охране труда. Раньше он называл своего отца «Папа», но теперь называет его «Поп».
- Барвинок (озвучивает Молли Джонсон) — мать Баду, невестка Бабара и жена Пома. Она врач из Селестевилля, чьё хобби — скульптуры из металла.
- Зефир (озвучивает Джефф Пустил) — хороший друг Бабара и отец Чику.
- Королевская гвардия Селестевилля — это королевские гвардейцы, которые защищают Селестевилль и королевскую семью. Их часто видят охраняющими дворец или защищающими граждан Селестевилля от преступников, таких как Просперо и Блэктранк. Манро мечтает однажды вступить в королевскую гвардию, когда станет постарше, и готовится стать младшим королевским кадетом — программа обучения предназначена для подготовки следующего поколения королевской гвардии, которые ещё недостаточно взрослые, чтобы вступить в неё. Похоже, что это в основном слоны, хотя подразумевается, что не-слоны, такие как Манро, могут присоединиться, когда они достаточно подрастут. Очевидно, что они представляют собой силу, с которой нужно считаться, поскольку преступники, такие как Просперо, и антагонисты, такие как Крокодилус, проявляют перед ними страх. Баду и его друзья часто пользуются этим, чтобы отпугнуть злодеев или выиграть время для прибытия Бабара и настоящей стражи, притворяясь, что королевская стража близко, имитируя звуки марширующих стражников и другие тактические приемы.
- Генерал Хук (озвучен Ароном Тагером) — генерал, представляющий Монкивилль, который впервые появляется в книге под названием «Бабар и Зефир» и оказывается тестем Зефира и дедушкой Чику. В «Monkey Idol» раскрывается, что он талантливый рэпер.
- Лорд Ратаксес (озвучивает Адриан Трасс) — король Райноленда и дедушка Руди. Хотя обычно показано, что он командует, его жена может контролировать его, когда она расстроена.
- Леди Ратаксес (озвучивает Джейн Иствуд) — жена лорда Ратаксеса и бабушка Руди. Она показана ожесточённой, хотя и очень заботливой по отношению к Руди. Она, похоже, отличается от оригинального сериала; Ратаксес была хвастливой и подлой, а леди Ратаксес была намного дружелюбнее своего мужа[11].